# Portrait de Belmonte
Portrait de Belmonte, réalisée par le peintre Ignacio Zuloaga, est une huile sur toile représentant le torero Juan Belmonte en pied vêtu de l'habit de lumières.

## Présentation
Zuloaga est un portraitiste de matadors ainsi qu'un peintre de tauromachie dont il était un profond connaisseur. Inscrit à l'école taurine de Séville, il avait participé en 1897 à une novillada dont le cartel a été conservé.
Après son mariage à Paris, Zuloaga retourne à Séville entre 1902 et 1903, puis il s'installe de nouveau à Paris en 1906, dans un atelier au 56 rue Caulaincourt. Mais son lieu de résidence n'entame pas son goût pour la tauromachie. Il fait de fréquents séjours dans son pays et jusqu'à sa mort, il produit un grand nombre de toiles sur le sujet de la corrida, notamment les Petits toreros de village et   Corrida à Eibar , toile actuellement conservée au Musée de la ville de La Havane à Cuba, mais surtout des portraits de matadors dont les plus connus sont celui de Domingo Ortega et celui de  Juan Belmonte.
Très ami avec Belmonte qu'il admirait, il disait de lui : «  Juan Belmonte est un symbole en tauromachie, pas seulement pour ses exploits devant les cornes, mais pour son sérieux, sa solide culture littéraire, son mépris de la pose et des attitudes gitanes, et pour sa simplicité qui ne s'est jamais démentie »

## Description
Comme  pour le portrait de  Domingo Ortega, Zuloaga présente Belmonte dans une attitude pleine de sérieux, mais plus élégante qu'Ortega, avec la cape négligemment posée sur la jambe du matador. Ce portrait, ainsi que plusieurs œuvres de tauromachie de Zuloaga, sont désormais conservées à L'Espace culturel Ignacio Zuloaga de Zumaia, (Guipuscoa) installé dans l'ancien atelier du peintre, et qui a ouvert ses portes en 2012. Il existe aussi un musée Zuloagasitué dans le château de Pedraza (Ségovie), ancienne propriété du peintre. Pour les illustrations, voir l'article sur la wiki espagnole.